# واين فوستر
واين فوستر (بالإنجليزية: Wayne Foster)‏ (11 سبتمبر 1963 في المملكة المتحدة - ) هو لاعب كرة قدم بريطاني في مركز الهجوم. لعب مع بريستون نورث إيند وبولتون واندررز ونادي بارتيك ثيسل ونادي سانت ميرين ونادي فالكيرك ونادي هارتلبول يونايتد وهارت أوف ميدلوثيان ونادي ليفينغستون لكرة القدم.

## وصلات خارجية
- واين فوستر على موقع Soccerbase.com (لاعب) (الإنجليزية)